# Laemophloeus proprior
Laemophloeus proprior là một loài bọ cánh cứng trong họ Laemophloeidae. Loài này được Grouvelle miêu tả khoa học năm 1914.